# クペレ族
クペレ人（クペレじん：英語: Kpelle people）、ペレ（英語: Kpelle）、グェルツ（英語: Guerz）は、西アフリカ（リベリア、ギニア、シエラレオネ、コートジボワール）に住む、マンデ族の農耕民族。クペレ（ペレ）とは形容詞として用いられる語で、彼らが働き者であるところから、米の栽培をする「労働の」を意味する。

## 居住地
クペレは、リベリア最大の民族集団で、ギニア南部（ここではグェルツと呼ばれている）でもおおきな民族集団のひとつである。コートジボワールでは北部と西部に重要な民族集団として存在し、また、シエラレオネにも住んでいる。彼らの居住地は、湿地、丘、低地帯や川である。5月から10月までは雨季で、180から300cmの降雨量をみる。最低気温は19℃で、年平均気温は36℃である。
北部ではいくつも市が開かれ、多種多様な農産物、魚類の交易が行われているが、南部では小さな村、小集落があるにすぎない。

## 生活
農耕を生活手段とし、米、トウモロコシ、キャッサバ、サツマイモを主食としている。清算して余った米は、商品作物として現金収入にあてている。